# Marcipa argyrosemioides
Marcipa argyrosemioides là một loài bướm đêm trong họ Erebidae.